# El origen de la familia, la propiedad privada y el Estado
El origen de la familia, la propiedad privada y el Estado: a la luz de las investigaciones de Lewis H. Morgan es el título completo de un tratado divulgativo sobre materialismo histórico escrito por Friedrich Engels, que vio la luz en 1884. Está basado parcialmente en las notas de Karl Marx sobre el libro La sociedad antigua, y del antropólogo estadounidense Lewis Henry Morgan, entre otros. Engels amplió la hipótesis de Morgan de que los factores económicos causaron la transformación de la comunidad primitiva en una sociedad dividida en clases. La teoría del control de los recursos de Engels, y más tarde la de Karl Marx, se utilizó para explicar la causa y el efecto del cambio en la estructura y función familiar. La popularidad de esta teoría no tuvo igual hasta la década de 1980, cuando otras teorías sociológicas, en particular el funcionalismo estructuralista, ganaron aceptación.

## Desarrollo de la sociedad humana y la familia

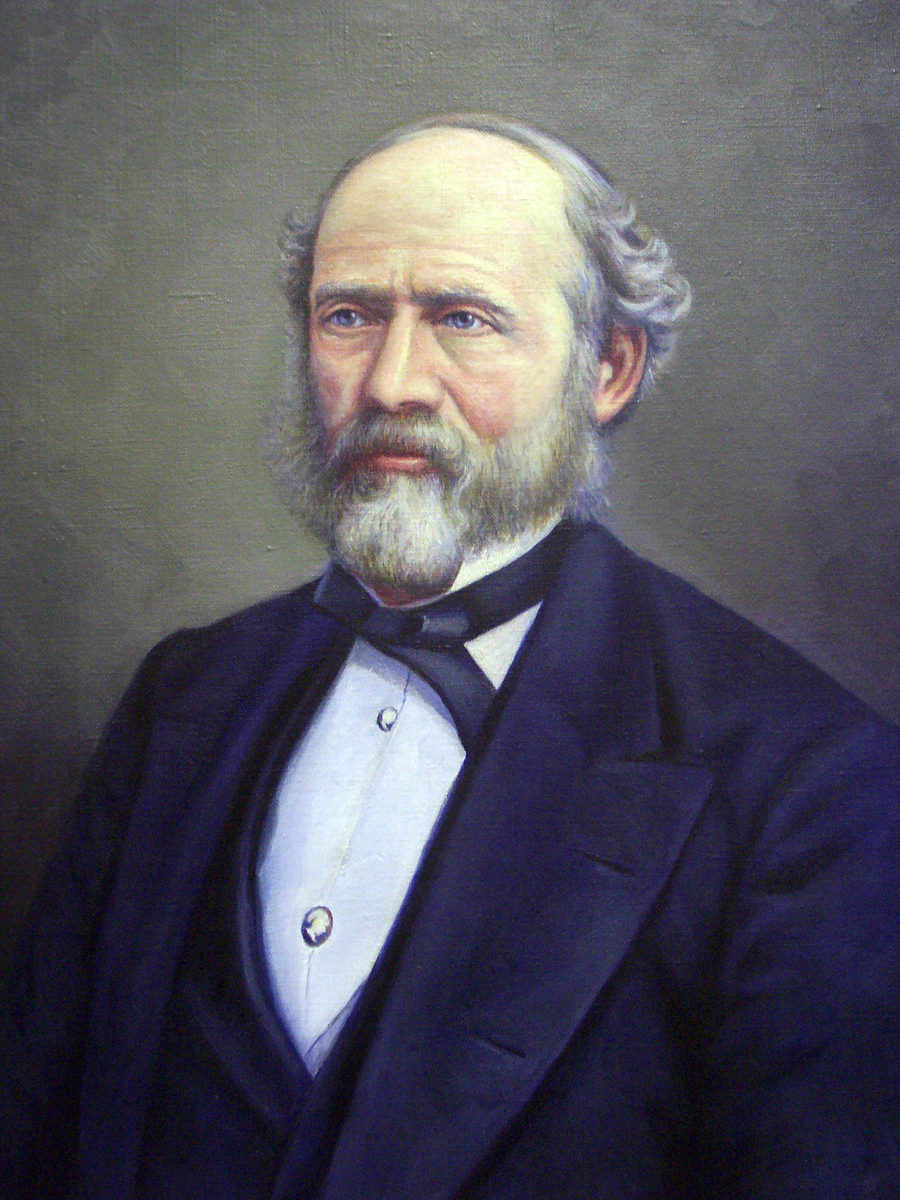
Lewis Henry Morgan (1818-1881), cuyo estudio antropológico pionero de los pueblos nativos americanos fue adaptado por Frederich Engels.

Este libro inicia con una discusión extensa sobre Ancient Society, en el que Lewis Henry Morgan establece una secuencia de períodos étnicos para comprender el desarrollo de la civilización humana desde el origen del hombre hasta las sociedades industrializadas de Europa y América del Norte en el siglo XIX. En contraste con otros ensayos contemporáneos sobre el punto de la evolución humana, Engels subraya la importancia de las relaciones sociales de poder y el control de los recursos materiales, hechos relacionados con el desarrollo de nuevas tecnologías; el énfasis de Engels (que es un concepto de Morgan, en realidad) pone a un lado el desarrollo psíquico del ser humano como fenómeno que permitiría explicar la evolución.
Morgan —cuya interpretación de la prehistoria humana es aceptada por Engels— se enfocó en La sociedad antigua en los dos primeros estadios de la evolución social de la humanidad, es decir, en lo que Morgan llamaba salvajismo y barbarie, y sólo adelantó algunas hipótesis sobre la transición de la barbarie al período de la civilización arcaica. Los términos salvajismo y barbarie, tal como los emplea Morgan, intentaban ser descriptivos del modo de vida de las sociedades más antiguas y de pueblos a los que en aquel tiempo se consideraba retrasados, aunque hay que decir que Morgan nunca descalifica a los pueblos no occidentales o pre-modernos, e incluso reconoce que el papel de los pueblos salvajes y bárbaros fue decisivo en la construcción de la civilización de las naciones industrializadas del siglo XIX. Por tanto, salvajismo y barbarie en los textos de Morgan y Engels carecen de la connotación peyorativa que se les suele adherir en el habla común.

## El origen del Estado
Para los marxistas, el Estado no ha existido siempre. Hubo un tiempo en donde no existía el Estado, donde los vínculos generales, la sociedad misma y la organización del trabajo se mantenían gracias a la fuerza de la costumbre o debido al respeto que ejercían sobre la comunidad los jefes de las gens, o las mujeres, que con frecuencia tenían los mismos derechos y obligaciones que los hombres. Asimismo, no existía una categoría especial de personas que se encargasen de gobernar. 
Engels divide la historia de la humanidad en su obra El origen de la familia, la propiedad privada y el estado en tres fases: salvajismo, barbarie y civilización. En el salvajismo, los hombres vivían de lo que cazaban y recolectaban; con la barbarie se mejoran los instrumentos de uso cotidiano y se inicia la domesticación de algunos seres vivos; es en la civilización con el surgimiento de la agricultura cuando aumentó la suma de trabajo que correspondía diariamente a cada miembro de la comunidad doméstica o de la familia aislada. Era ya conveniente conseguir más fuerza de trabajo, y la guerra la suministró: los prisioneros fueron transformados en esclavos. Dadas todas las condiciones históricas de aquel entonces, la primera gran división social del trabajo, al aumentar la productividad del trabajo, y por consiguiente la riqueza, y al extender el campo de la actividad productora, tenía que traer consigo necesariamente la esclavitud. Para mantener este sistema de explotadores y esclavos se hizo necesario crear un aparato de dominación religioso, cultural y político: el Estado.
Tras las sociedades primitivas, con el surgimiento de la primera forma de explotación del hombre por el hombre, el esclavismo, aparecen las primeras formas estatales. En esta, los propietarios de los medios de producción, eran a su vez propietarios de personas, que ni siquiera eran consideradas como tales.
Con la aparición del feudalismo, las condiciones de los más explotados se modifican en cierta forma. Se desarrolló el régimen de la servidumbre, en el que los campesinos podían apropiarse de parte de su trabajo, aunque seguía existiendo una sujeción directa al propietario de los medios de producción.
Con el desarrollo del comercio, en la sociedad feudal, aparece una nueva clase social, la capitalista, «una minoría insignificante de la población, que dispone íntegramente de todo el trabajo realizado por el pueblo y, por consiguiente, tiene a sus órdenes, oprimiéndola y explotándola, a toda la masa de los trabajadores» y en la que nos encontramos actualmente. Con la existencia de la sociedad de clases, en sus distintas formas (esclavismo, feudalismo y capitalismo), el Estado se crea y es necesario para una pequeña parte de la población, que como hicimos mención con anterioridad, utiliza el aparato estatal para dominar a la mayoría.

Así, pues, el Estado no es de ningún modo un poder impuesto desde fuera de la sociedad; tampoco es «la realidad de la idea moral», «ni la imagen y la realidad de la razón», como afirma Hegel. Es más bien un producto de la sociedad cuando llega a un grado de desarrollo determinado; es la confesión de que esa sociedad se ha enredado en una irremediable contradicción consigo misma y está dividida por antagonismos irreconciliables, que es impotente para conjurar. Pero a fin de que estos antagonismos, estas clases con intereses económicos en pugna no se devoren a sí mismas y no consuman a la sociedad en una lucha estéril, se hace necesario un poder situado aparentemente por encima de la sociedad y llamado a amortiguar el choque, a mantenerlo en los límites del «orden». Y ese poder, nacido de la sociedad, pero que se pone por encima de ella y se divorcia de ella más y más, es el Estado.
Friedrich Engels (1884), El origen de la familia, la propiedad privada y el Estado, pag. 93